# Чемпіонат України з футболу 2008—2009: перша ліга

## Учасники
У першості серед команд першої ліги 2008/2009 років взяли участь 18 команд:
| - «Волинь» (Луцьк) - «Геліос» (Харків) - «Десна» (Чернігів) - «Динамо-2» (Київ) - «Дністер» (Овідіополь) - «Енергетик» (Бурштин) - «Закарпаття» (Ужгород) - «ІгроСервіс» (Сімферополь) - «Княжа» (Щасливе) | - «Комунальник» (Луганськ) - «Кримтеплиця» (Молодіжне) - «Нафтовик-Укрнафта» (Охтирка) - «Оболонь» (Київ) - ПФК «Олександрія» (Олександрія) - ФСК «Прикарпаття» (Івано-Франківськ) - ПФК «Севастополь» (Севастополь) - «Сталь» (Алчевськ) - «Фенікс-Іллічовець» (Калініне) |

 — команди, що опустилися з вищої ліги.

 — команди, що піднялися з другої ліги.
17 жовтня 2008 року рішенням Бюро ПФЛ футбольний клуб «Комунальник» виключений зі змагань. Результати матчів за участю команди анульовані.
25 березня 2009 року рішенням Бюро ПФЛ футбольний клуб «Княжа» виключений зі змагань. У решті матчів команді зараховані технічні поразки −:+.

## Підсумкова турнірна таблиця
| М  | Команда             | І  | В  | Н  | П  | РМ    | О  |
| -- | ------------------- | -- | -- | -- | -- | ----- | -- |
|    | «Закарпаття»        | 32 | 21 | 6  | 5  | 55−28 | 69 |
|    | «Оболонь»           | 32 | 19 | 6  | 7  | 74−40 | 63 |
|    | ПФК «Олександрія»   | 32 | 15 | 9  | 8  | 43−31 | 54 |
| 4  | ПФК «Севастополь»   | 32 | 15 | 6  | 11 | 43−41 | 51 |
| 5  | «Волинь»            | 32 | 15 | 5  | 12 | 48−46 | 50 |
| 6  | «Кримтеплиця»       | 32 | 14 | 7  | 11 | 40−39 | 49 |
| 7  | «Десна»             | 32 | 13 | 8  | 11 | 31−33 | 47 |
| 8  | «Динамо-2»          | 32 | 11 | 14 | 7  | 43−42 | 47 |
| 9  | «Дністер»           | 32 | 11 | 10 | 11 | 39−40 | 43 |
| 10 | «Сталь»             | 32 | 11 | 10 | 11 | 33−39 | 43 |
| 11 | «ІгроСервіс»        | 32 | 12 | 6  | 14 | 42−47 | 42 |
| 12 | «Нафтовик-Укрнафта» | 32 | 11 | 11 | 10 | 42−42 | 41 |
| 13 | «Фенікс-Іллічовець» | 32 | 9  | 11 | 12 | 33−39 | 38 |
| 14 | «Енергетик»         | 32 | 8  | 7  | 17 | 29−43 | 31 |
| 15 | «Геліос»            | 32 | 8  | 6  | 18 | 28−44 | 30 |
| 16 | ФСК «Прикарпаття»   | 32 | 7  | 7  | 18 | 26−54 | 28 |
| 17 | «Княжа»             | 32 | 5  | 5  | 22 | 22−23 | 20 |
| —  | «Комунальник»       | —  | —  | —  | —  | —     | —  |

- «Комунальник» знявся з розіграшу після 13-го туру. Результати матчів за участю команди анульовані.
- «Княжа» знялася після 19-го туру. У решті матчів команді зараховані технічні поразки −:+.

Позначення:
Примітка. Згідно з п.2,3 ст. 14 Регламенту Всеукраїнських змагань з футболу серед команд клубів Професіональної футбольної ліги України сезону 2008/2009 рр. у випадку рівності очок місця команд визначаються за такими показниками:
- більша кількість набраних очок в усіх матчах;
- більша кількість перемог в усіх матчах;
- краща різниця забитих і пропущених м'ячів в усіх матчах;
- більша кількість забитих м'ячів в усіх матчах;
- більша кількість набраних очок у матчах між собою;
- більша кількість перемог у матчах між собою;
- краща різниця забитих і пропущених м'ячів у матчах між собою;
- більша кількість забитих м'ячів у матчах між собою;
- більша середня оцінка у конкурсі «Чесна гра» (за результатами усіх матчів).

## Результати матчів
| Команда             | ВОЛ | ГЕЛ | ДЕС | Д-2 | ДНІ | ЕНЕ | ЗАК | ІГР | КНЯ | КРИ | НАФ | ОБО | ОЛЕ | ПРИ | СЕВ | СТА | ФЕН |
| ------------------- | --- | --- | --- | --- | --- | --- | --- | --- | --- | --- | --- | --- | --- | --- | --- | --- | --- |
| «Волинь»            |     | 3:0 | 0:4 | 1:1 | 0:1 | 2:0 | 3:2 | 3:1 | +:− | 0:2 | 3:2 | 3:2 | 2:1 | 1:2 | 3:0 | 1:1 | 1:0 |
| «Геліос»            | 1:0 |     | 3:1 | 2:2 | 0:1 | 1:0 | 0:1 | 1:1 | +:− | 0:1 | 0:1 | 1:2 | 1:3 | 2:1 | 0:1 | 2:0 | 0:1 |
| «Десна»             | 0:1 | 1:0 |     | 2:1 | 1:3 | 1:0 | 0:1 | 1:0 | 0:0 | 2:3 | 1:0 | 3:2 | 0:0 | 0:0 | 1:1 | 2:1 | 0:0 |
| «Динамо-2»          | 3:2 | 1:1 | 2:2 |     | 2:1 | 3:2 | 1:1 | 2:1 | +:− | 2:2 | 1:1 | 0:0 | 1:1 | 0:3 | 1:2 | 0:0 | 2:2 |
| «Дністер»           | 1:3 | 1:1 | 1:0 | 1:2 |     | 1:1 | 1:3 | 3:0 | +:− | 0:0 | 1:1 | 1:3 | 1:1 | 1:0 | 1:1 | 1:2 | 2:0 |
| «Енергетик»         | 0:0 | 2:1 | 1:2 | 2:0 | 0:0 |     | 1:2 | 0:1 | 1:1 | 0:1 | 1:1 | 2:1 | 0:3 | 2:0 | 2:1 | 1:3 | 1:2 |
| «Закарпаття»        | 2:0 | 2:1 | 3:1 | 1:1 | 4:1 | 1:0 |     | 1:0 | 2:0 | 1:1 | 1:3 | 3:2 | 2:1 | 2:1 | 2:0 | 2:0 | 1:0 |
| «ІгроСервіс»        | 2:3 | 3:0 | 3:0 | 0:1 | 2:2 | 1:2 | 1:1 |     | 1:0 | 2:1 | 3:0 | 1:2 | 1:2 | 1:0 | 4:2 | 1:1 | 1:0 |
| «Княжа»             | 3:0 | 1:1 | −:+ | 2:2 | 0:2 | −:+ | 1:3 | −:+ |     | −:+ | 3:0 | 1:2 | −:+ | −:+ | −:+ | 1:3 | 1:2 |
| «Кримтеплиця»       | 1:0 | 1:2 | 0:0 | 1:2 | 4:0 | 0:3 | 0:4 | 2:4 | 1:3 |     | 3:1 | 2:1 | 2:1 | 1:0 | 1:1 | 2:0 | 2:2 |
| «Нафтовик-Укрнафта» | 3:1 | 2:2 | 1:0 | 2:2 | 1:1 | 3:1 | 1:0 | 2:4 | +:− | 1:0 |     | 0:1 | 1:1 | 3:0 | 1:2 | 1:1 | 3:1 |
| «Оболонь»           | 4:3 | 3:0 | 3:2 | 0:1 | 3:1 | 3:0 | 0:0 | 6:0 | 2:1 | 2:1 | 3:2 |     | 4:3 | 1:1 | 6:0 | 6:2 | 0:0 |
| ПФК «Олександрія»   | 2:2 | 2:1 | 0:1 | 2:0 | 1:2 | 1:1 | 1:0 | 2:1 | 1:1 | 2:1 | 0:0 | 1:0 |     | 2:1 | 1:0 | 2:0 | 2:0 |
| ФСК «Прикарпаття»   | 0:4 | 1:0 | 0:0 | 1:3 | 0:5 | 1:1 | 1:3 | 2:0 | 0:2 | 2:1 | 1:1 | 3:3 | 0:2 |     | 2:6 | 2:1 | 0:0 |
| ПФК «Севастополь»   | 4:1 | 1:0 | 0:1 | 1:0 | 1:1 | 1:0 | 3:1 | 3:1 | 0:1 | 1:2 | 0:1 | 1:4 | 3:1 | 3:0 |     | 0:0 | 2:1 |
| «Сталь»             | 0:0 | 2:1 | 2:0 | 0:2 | 1:0 | 2:0 | 1:1 | 1:1 | +:− | 0:0 | 2:1 | 0:2 | 2:1 | 1:0 | 1:2 |     | 1:2 |
| «Фенікс-Іллічовець» | 1:2 | 2:3 | 1:2 | 3:1 | 2:1 | 3:2 | 1:2 | 0:0 | +:− | 0:1 | 2:2 | 1:1 | 0:0 | 2:1 | 0:0 | 2:2 |     |

Анульовані результати матчів: «Нафтовик-Укрнафта» — «Комунальник» 3:1, «Комунальник» — «Кримтеплиця» 1:2, «Закарпаття» — «Комунальник» 2:1, «Комунальник» — «Дністер» 2:4, «Оболонь» — «Комунальник» 5:0, «Комунальник» — «Енергетик» 2:1, «Десна» — «Комунальник» 2:0, «Комунальник» — «Геліос» 2:0, «Динамо-2» — «Комунальник» 1:1, «Комунальник» — ПФК «Севастополь» 2:6, «ІгроСервіс» — «Комунальник» 2:0, «Комунальник» — «Фенікс-Іллічовець» 0:2, «Сталь» — «Комунальник» 1:0.

## Найкращі бомбардири

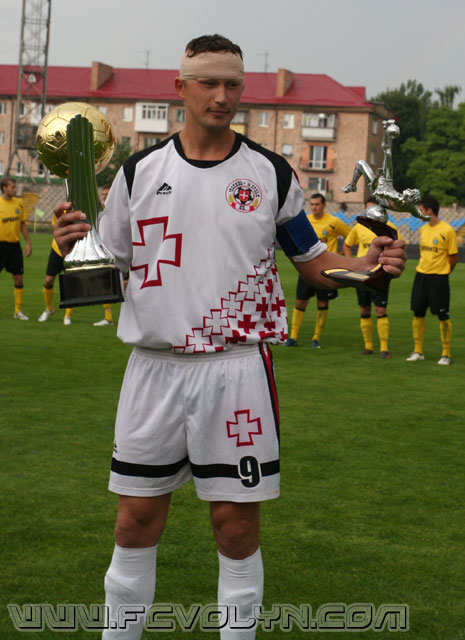
Олександр Пищур

| #  | Гравець             | Клуб                                      | Ігри | Голи (пен.) |
| -- | ------------------- | ----------------------------------------- | ---- | ----------- |
| 1  | Олександр Пищур     | «Волинь»                                  | 30   | 22 (4)      |
| 2  | Чарлз Невуче        | «Закарпаття»                              | 30   | 16 (1)      |
| 3  | Матвій Бобаль       | «ІгроСервіс»                              | 17   | 14 (6)      |
| 4  | Андрій Шевчук       | ПФК «Севастополь»                         | 28   | 13          |
| 5  | Валерій Куценко     | «Оболонь»                                 | 27   | 13 (2)      |
| 6  | Віталій Прокопченко | «Фенікс-Іллічовець» / «Закарпаття»        | 28   | 12 (1)      |
| 7  | Олександр Саванчук  | «Фенікс-Іллічовець» / «Нафтовик-Укрнафта» | 30   | 11 (3)      |
| 8  | Павло Онисько       | «Оболонь»                                 | 25   | 10 (2)      |
| 9  | Сулейман Діабі      | «Кримтеплиця»                             | 28   | 9           |
| 9  | Олександр Мандзюк   | «Княжа»                                   | 18   | 9           |
| 9  | Артем Мірошніченко  | «Оболонь»                                 | 28   | 9           |
| 12 | Дмитро Вітер        | «Геліос» / «Нафтовик-Укрнафта»            | 26   | 9 (3)       |